# Xavier Amat i Puig
Xavier Amat i Puig (Mataró, 12 de juny de 1975) és un periodista i escriptor català. Llicenciat en periodisme per la Facultat de Ciències de la Comunicació de la Universitat Autònoma de Barcelona, va començar a treballar al desaparegut bisetmanari Crònica de Mataró. Des d'aleshores ha treballat o col·laborat en diversos mitjans de comunicació, entre els quals el diari El País, Ràdio Argentona, Capgròs, Descobrir Catalunya o, actualment, la publicació cultural i d'oci Time Out Barcelona. Ha publicat diversos llibres de no ficció.

## Publicacions
- FC Argentona (1923-1998). 75 anys de futbol (Ajuntament d'Argentona, 1998).[5] Amb el periodista Xavier Lorente i Sala.
- Veus de Mataró. Les lluites veïnals explicades pels seus protagonistes (Federació d'Associacions Veïnals de Mataró i Ajuntament de Mataró, 2009).[6]
- Llach, lletra i música (Publicacions de l'Abadia de Montserrat, 2014).[7][8]
- Elisabet Cristina de Brunsvic. La reina dels catalans a Mataró. Juliol de 1708 (Publicacions de l'Abadia de Montserrat i Ajuntament de Mataró, 2014).[9][10][11]